# Progressionsfreies Überleben
Progressionsfreies Überleben (englisch progression-free survival, PFS) ist ein Begriff aus der Onkologie. Er wird meist als die Zeitspanne zwischen dem Start einer klinischen Studie und dem Beginn der Progression der Erkrankung (dem Fortschreiten der Krankheit) oder dem Todesdatum des Patienten – je nachdem was zuerst eintritt – definiert. Die Todesursache spielt dabei keine Rolle. Als Zeiteinheit wird meist Monat oder Jahr verwendet.
Das progressionsfreie Überleben dient in vielen klinischen Studien in der Onkologie als primärer oder sekundärer Endpunkt. Der Wert des progressionsfreien Überlebens für den Patienten im Gegensatz zum Gesamtüberleben oder anderen lebensqualitätadjustierten Maßen wird angezweifelt.
Die Zeitintervalle des progressionsfreien Überlebens sind generell kürzer als die des Gesamtüberlebens, da bei letzterem rechnerisch noch der Zeitraum zwischen Progression der Krankheit und Tod dazu gezählt wird. Das Gesamtüberleben ist als die Zeitspanne zwischen Beginn der Studie und dem Tod des Patienten, völlig unabhängig von der Todesursache, definiert.
Bricht der Kontakt zum Patienten – aus welchen Gründen auch immer – ab, so wird häufig in Studien der letzte Kontakt mit dem Patienten als Endpunkt der Zeitspanne gesetzt.

## Besondere Aspekte
Die richtige Interpretation der Überlebensdaten klinischer Krebsstudien kann schwierig sein, und Fallstricke im Zusammenhang mit der Natur der Kaplan-Meier-Analysen können zu falschen Schlussfolgerungen führen. Bei der Auswertung einer randomisierten kontrollierten Studie stießen die Autoren einer Methodenstudie auf einige statistische Probleme, die offensichtlich schwer zu erkennen waren und möglicherweise mit einer Fehlinterpretation der Überlebensfunktionen verbunden sind. Zu diesen Themen gehörten die angenommene Kreuzung von Überlebenskurven, die Änderung des statistischen Ansatzes in der Nachuntersuchung, die unterschiedliche Vorbehandlung zwischen den Gruppen und das ereignisfreie Überleben als primäres Ergebnis.
Deshalb ist die Verwendung des PFS für den Nachweis der Wirksamkeit und die behördliche Zulassung umstritten. Das PFS wird häufig als klinischer Endpunkt in randomisierten, kontrollierten Studien für Krebstherapien verwendet und ist eine häufig vom UK National Institute for Health and Clinical Excellence und der US Food and Drug Administration verwendete Kennzahl zur Bewertung der Wirksamkeit einer Krebsbehandlung. Studien zeigen, dass neue Krebsmedikamente, die von der US Food and Drug Administration zugelassen wurden, das PFS im Median um 2 bis 3 Monate verbessern (je nach Stichprobe und analysiertem Zeitraum): 2,5 Monate, 2,70 Monate, 3,30 Monate.